# Ryan Nemeth
Ryan Phillip Nemeth (Cleveland, 4 novembre 1984) è un wrestler statunitense sotto contratto con la Total Nonstop Action Wrestling.
È stato sotto contratto la WWE e ha lottato nel settore di sviluppo Florida Championship Wrestling e a NXT con il ring name Briley Pierce e nella All Elite Wrestling.
Nemeth è il fratello minore del wrestler Dolph Ziggler.

## Carriera

### Ohio Valley Wrestling (2010-2011)
Nemeth debutta in Ohio Valley Wrestling il 9 ottobre 2010, perdendo contro Cliff Compton. Qualche settimana più tardi, ottiene la sua prima vittoria contro Paredyse. Nei tapings del 3 novembre, Nemeth combatte il suo primo match di coppia insieme a Rudy Switchblade contro Raul LaMotta e Jimbo Onno. Dopo aver perso per due volte di fila contro Adam Revolver e Ted McNaler, sconfigge Michael Elgin. A gennaio, sconfigge Adam Revolver e Ted McNaler insieme a Christopher Silvio conquistando gli OVW Southern Tag Team Championship. Dopo poco però, i due iniziano una faida, che porta Nemeth alla riconquista dei titoli insieme a Paredyse in un match di coppia contro Christopher Silvio & Raphael Constantine. Perdono i titoli esattamente un mese dopo contro questi ultimi.

### WWE

#### Florida Championship Wrestling (2011-2012)
Nemeth firma un contratto di sviluppo con la WWE a inizio 2011 e viene mandato in FCW dove assume il nome di Briley Pierce e debutta il 19 maggio in un match singolo perdendo contro uno dei campioni di coppia Big E Langston. All'FCW Orlando Show del 27 luglio, Briley Pierce vince il suo primo match contro Brad Maddox. Nei tapings del 13 ottobre, Pierce combatte in coppia con quest'ultimo ma perde un match contro Titus O'Neil & Percy Watson. Successivamente, i due tentano l'assalto agli FCW Florida Tag Team Championship ma perdono contro i campioni Donny Marlow & CJ Parker. Nel match successivo, però, tenutosi il 3 novembre, riescono a vincere gli allori. La loro prima difesa delle cinture va a buon fine quando riescono a sconfiggere Big E. Langston e Nick Rogers. Il 15 dicembre, sconfiggono anche Hunico & Epico in un no-title match. Nel primo show del 2012, si batte in singolo rimediando una sconfitta per mano di Seth Rollins. Il 2012 inizia male anche in coppia: infatti vengono battuti da Corey Graves ed Eli Cottonwood. Il 2 febbraio, i due perdono anche i titoli di coppia contro Bo Rotundo & Husky Harris ma Pierce non partecipò al match: infatti, Eli Cottonwood lo sostituì nel match. Dopo una pausa dovuta ad un infortunio, Pierce ritorna in FCW il 18 maggio, all'Orlando Show, perdendo contro Richie Steamboat. Il 21 giugno, perde un 6-man tag team match insieme a Jason Jordan e CJ Parker contro Alexander Rusev, Colin Cassady e Rick Victor. Al Tampa Show del 5 luglio, insieme ad Aiden English, perde contro Erick Rowan e Luke Harper mentre a quello del 19 luglio, perde in singolo contro Garrett Dylan. Il 1º agosto, a Bull Bash VI, Pierce e CJ Parker perdono contro Corey Graves e Judas Devlin. Dall'agosto 2012, la FCW chiude e tutti i talenti vengono spostati ad NXT.

#### NXT (2012-2013)
Pierce debutta ad NXT come intervistatore delle Superstars durante la prima puntata della sesta stagione, il 20 giugno 2012. Nella puntata di NXT del 9 gennaio in coppia con Trent Baretta perde contro il fratello Dolph Ziggler e Brad Maddox, con a bordo ring Big E Langston e AJ. Nella puntata del 10 maggio affronta Sakamoto ma il match termina in no-contest quando Conor O'Brian monta sul ring e li stende entrambi. La settimana seguente i due affrontano O'Brian in Handicap match dove a vincere è proprio  O'Brian. Pochi giorni dopo viene licenziato.

### All Elite Wrestling (2021-2023)
Nemeth fece il suo debutto nella All Elite Wrestling il 20 gennaio 2021 nella puntata di Dark, dove insieme a Shawn Dean e Vary Morales fu sconfitto da Dustin Rhodes, QT Marshall e Nick Camoroto in un six man tag tem match. Il debutto televisivo avvenne nell'episodio di Dynamite del 27 gennaio 2021, dove fu sconfitto da Adam Page. Apparve nell'episodio del 9 febbraio di Dark, dove ottenne la sua prima vittoria in AEW contro Marko Stunt. La notte seguente a Dynamite, fu sconfitto da Pac.

## Personaggio

### Mosse finali
- Hot N Bothered (Jumping leg drop bulldog)
- Ankle lock

### Soprannomi
- "Hot Young"
- "The Hollywood Hunk"

## Titoli e riconoscimenti
- Ohio Valley Wrestling
  - OVW Southern Tag Team Championship (2) - 1 con Christopher Silvio, 1 con Paredyse)
- Florida Championship Wrestling
  - FCW Florida Tag Team Championship (1) - con Brad Maddox)
- Pro Wrestling Illustrated
  - 206º tra i 500 migliori wrestler singoli nella PWI 500 (2012)